# 샤르브

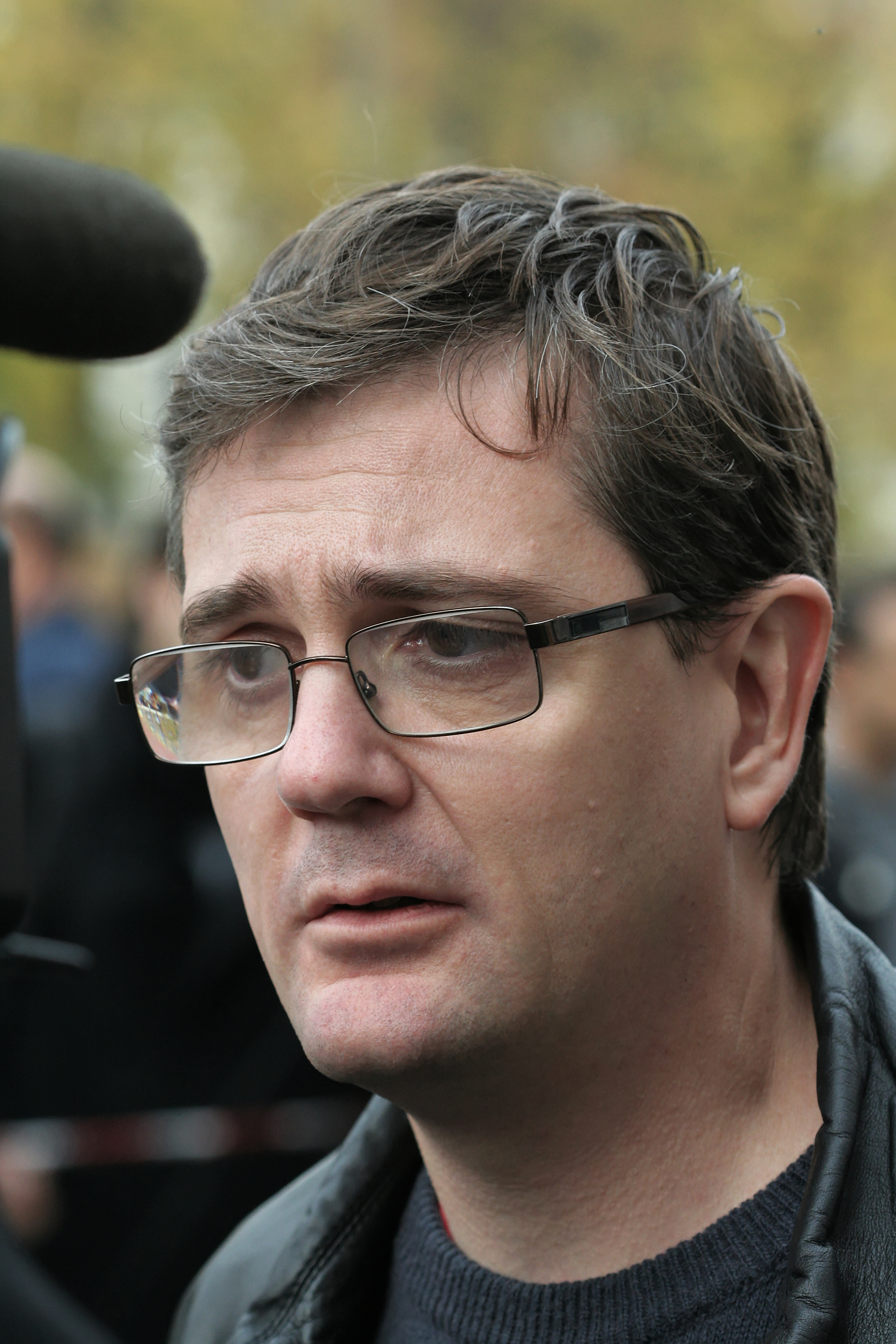
샤르브(2011년 11월 2일)

스테판 샤르보니에(Stéphane Charbonnier, 1967년 8월 21일 ~ 2015년 1월 7일)는 샤르브(Charb)라는 필명으로 잘 알려진 프랑스의 만화가이다.
샤르보니에는 중산층 가정에서 태어나 자랐고, 만화에 관심이 많아 1990년대부터 만화 활동을 시작하였다.
샤르보니에는 2000년대에 샤를리 에브도에 들어갔고, 풍자에 관심을 가지기 시작했다.
2009년 샤를리 에브도의 편집장이 사임하자, 샤르보니에는 샤르브라는 필명으로 편집장이 되었다.
평소 자기 성격을 언론에 드러내는 것을 좋아하는 성격의 샤르브는 언론의 주목을 받았고, 앞 사진이 찍히고 3일 뒤(2011년 11월 5일)에도 인터뷰를 받았다.
그러나 최근 이슬람 테러조직이 샤르브에 만평과 풍자에 불만을 품고 여러 차레 테러를 저질러서 호위병들이 샤르브를 보호하던 상황이었다.
샤르브는 〈샤를리 에브도〉에서 2015년 1월 발생한 총격 사건으로 사망하였다. 샤르브는 〈샤를리 에브도〉의 편집장이었다.